# Закон за големите числа
Законът за големите числа е принцип в теорията на вероятностите, по силата на който при дадени общи условия съвместното действие на случайни фактори води до слабо зависещ от случайността резултат. Един от илюстративните примери показва, че при голям брой независими повторения на ситуации, при които понякога настъпва дадено случайно събитие, честотата на появите на това събитие се приближава до неговата точно определена вероятност (т.е. отношението на броя на случаите, в които то настъпва, към общия брой повторения на ситуациите).
Пример за действие на закона: Средното тегло на 10 ябълки, взети от куп със 100 ябълки, е вероятно по-близо до истинското средно тегло на 100-те ябълки, отколкото средното тегло на 3 ябълки, взети от същия куп. Това е така, защото извадката от 10 ябълки е по-голяма от извадката от 3 ябълки и по-добре представлява генералната съвкупност. Аналогично, ако се вземе средното тегло на 99 ябълки, то ще е почти същото като средното тегло на всичките 100 ябълки.

## История
В теорията на вероятностите:
{\displaystyle {\bar {p}}={\frac {p_{1}+p_{2}+\cdots +p_{n}}{n}}},
то при произволно малко ε>0 честотата на сбъдване клони по вероятност към усреднената вероятност
{\displaystyle P\left\{\left|{\frac {\mu _{n}}{n}}-{\bar {p}}\right|>\epsilon \right\}\to 0}.